# Jorge Coelho
Jorge Paulo Sacadura Almeida Coelho GCIH (Viseu, 17 de julho de 1954 – Figueira da Foz, 7 de abril de 2021) foi um gestor e político português.

## Biografia
Nasceu às 21 horas e 30 minutos, na maternidade do Hospital de Viseu, filho de Jorge Francisco Almeida Coelho, de 30 anos de Mangualde, Santiago de Cassurrães, e de sua mulher Rosa Sacadura de Almeida, de Mangualde, Mesquitela, de 26 anos, moradores no lugar de Contenças-Gare, concelho de Mangualde. Neto paterno de Raul de Abrantes Coelho e de sua mulher Isaura de Almeida e neto materno de José Domingos de Almeida e de sua mulher Maria Elisa Sacadura.
Criado em Gare, uma pequena aldeia de Contenças, no concelho de Mangualde, estudou no Colégio de Santa Maria e São José daquela cidade. O avô paterno, Raul de Abrantes Coelho, apoiante do Estado Novo, chegou a integrar as listas da União Nacional.
Estudante de engenharia na Faculdade de Ciências e Tecnologia da Universidade de Coimbra, militou na extrema-esquerda antes e depois da revolução de 1974-1975. Após a Revolução de 25 de Abril de 1974, foi um dos militantes fundadores da União Democrática Popular.
Casou civilmente na 10.ª Conservatória do Registo Civil de Lisboa, a 22 de agosto de 1975, com Fortunata Cecília Fernandes da Silva Seixas.
Integrou o Secretariado de Apoio ao Processo Eleitoral (STAPE), que conciliou com os estudos académicos que prosseguiu em Lisboa, na licenciatura em Organização e Gestão de Empresas, no Instituto Superior de Ciências Económicas e Financeiras da Universidade Técnica de Lisboa.
Filiou-se no Partido Socialista em 1982.
Nesse mesmo ano, foi nomeado chefe de gabinete do secretário de Estado dos Transportes do IX Governo Constitucional, Francisco Murteira Nabo (1983-1985).
A experiência executiva seguinte foi em Macau, onde foi chefe do gabinete do secretário de Estado Adjunto dos Assuntos Sociais, Educação e Juventude de Macau (1988-1989) e, já em funções governativas na mesma região, no cargo de secretário Adjunto para a Educação e Administração Pública (1989-1991).
Após o regresso a Portugal, foi o "homem da máquina" socialista. Muito próximo de António Guterres, teve uma participação ativa na eleição de Guterres para secretário-geral do Partido Socialista, em eleições ganhas a Jorge Sampaio. Depois, assegurou toda a estrutura que montou a campanha eleitoral vitoriosa do PS nas eleições legislativas de 1 de outubro de 1995.
No primeiro governo liderado por António Guterres, o XIII Governo, com posse a 28 de outubro de 1995, assumiu o cargo de ministro adjunto. 
Na remodelação de 25 de novembro de 1997, acumulou o cargo de Ministro da Administração Interna. Das iniciativas tomadas como ministro adjunto, destaca-se a criação das Lojas do Cidadão. Em conjunto com o seu secretário de Estado da Administração Pública, Fausto Correia, lança em Portugal o conceito de Loja do Cidadão, centro de atendimento de várias entidades públicas, agregando e ligando serviços num só espaço.
Nas eleições legislativas seguintes, em 10 de outubro de 1999, o PS voltou a ganhar (com António Guterres como líder do PS e Durão Barroso como líder do PSD) com a situação insólita de alcançar 115 deputados, exatamente metade do número de deputados da Assembleia da República, apenas um deputado de uma maioria absoluta. Também nestas eleições, Jorge Coelho assumiu o papel de líder da organização da campanha eleitoral.
No XIV Governo, após as eleições legislativas de 1999, tomou posse dos cargos de ministro da Presidência e ministro do Equipamento Social (Obras Públicas).
Na remodelação de 14 de setembro de 2000, manteve o cargo de ministro do Equipamento Social e deixou o de ministro da Presidência para passar a ministro de Estado.
Na sequência da queda da Ponte Hintze Ribeiro de Entre-os-Rios, em Castelo de Paiva, a 4 de março de 2001, onde morreram 59 pessoas, pediu a demissão do governo, "«assumindo a responsabilidade política» pelo acidente e que «não ficaria bem com a minha consciência se não o fizesse». A sua última decisão no cargo foi pedir um inquérito porque «a culpa não pode morrer solteira»".
Foi substituído, em 10 de março de 2001, por Eduardo Ferro Rodrigues no cargo de ministro do Equipamento Social.
Após a saída do Governo, continuou a assumir um papel central no PS e coordenou ainda a campanha eleitoral das eleições legislativas de 20 de fevereiro de 2005, em que o PS conseguiu a sua primeira maioria absoluta, e também das autárquicas de outubro de 2005.
Em novembro de 2006, renunciou ao mandato de deputado e abandonou todos os cargos partidários para se dedicar à atividade profissional.
Foi administrador da CONGETMARK, professor convidado da cadeira de Comunicação Pública e Política no Instituto Superior de Comunicação Empresarial (ISCEM) e consultor. Nesse período, Exerceu apenas um cargo público, o de Conselheiro de Estado, eleito pela Assembleia da República em 2005. Em 15 de junho de 2009, após pedido feito em 2008, foi substituído no Conselho de Estado por José Gomes Canotilho.
A renúncia ao cargo de membro do Conselho de Estado, em 2008 teve lugar aquando do convite para o cargo de CEO do Grupo Mota-Engil. Antes, realizou para o Grupo Mota-Engil o plano estratégico do grupo entre 2009 e 2013, designado ”Ambição 2013”.
Em 2016, fundou a Queijaria Vale da Estrela, situada em Mangualde, muito próximo de Contenças, onde cresceu. A empresa dedica-se à produção de queijo Serra da Estrela, tendo, segundo a imprensa, formalizado acordos com os grupos SONAE, Jerónimo Martins e El Corte Inglés, logo que esteja concluído o processo de certificação DOP (Denominação de Origem Protegida).
Ao assumir este cargo, também deixou de ser comentador no programa Quadratura do Círculo, na SIC Notícias. Posteriormente, em março de 2013, voltou a ser comentador no mesmo programa e no mesmo canal. Quando este mudou de nome para Circulatura do Quadrado e de canal para a TVI24, em fevereiro de 2019, manteve-se como comentador até julho de 2020, tendo sido substituído por Ana Catarina Mendes a partir de setembro de 2020.
Antes de ingressar no governo de António Guterres em 1995, segundo a declaração de rendimentos apresentada ao Tribunal Constitucional, teve um rendimento bruto de 41.233€00 e, em 2009, 3 anos após ter renunciado a todos os cargos políticos e partidários, apresentou um rendimento anual de 702.758€00.
Segundo o jornal Expresso, era Membro da Maçonaria, nomeadamente do Grande Oriente Lusitano, do qual se tinha afastado nos últimos anos de vida.
Morreu a 7 de abril de 2021, na sequência de paragem cardíaca súbita, aquando de uma visita a uma casa na zona turística da Figueira da Foz.

## Funções governamentais exercidas
- XIII Governo Constitucional
  - Ministro Adjunto
  - Ministro da Administração Interna
- XIV Governo Constitucional
  - Ministro do Equipamento Social
  - Ministro da Presidência
  - Ministro de Estado

### Condecorações
- Grã-Cruz da Ordem de Rio Branco do Brasil (21 de maio de 1999)[11]
- Excelentíssimo Senhor Grã-Cruz da Ordem do Mérito Civil de Espanha (26 de setembro de 2000)[11]
- Grã-Cruz da Ordem do Infante D. Henrique de Portugal (13 de maio de 2021, a título póstumo)[12]